# Guardiolo rosso
Il Guardiolo rosso è un vino DOC la cui produzione è consentita nella provincia di Benevento.

## Caratteristiche organolettiche
- colore: rubino più o meno intenso.
- odore: vinoso con sfumatura di fruttato.
- sapore: secco, giustamente tannico, armonico, morbido per il tipo novello.

## Produzione
Provincia, stagione, volume in ettolitri
- Benevento  (1994/95)  274,47
- Benevento  (1995/96)  391,19
- Benevento  (1996/97)  393,58